# 都府楼南駅
都府楼南駅（とふろうみなみえき）は、福岡県太宰府市都府楼南三丁目にある九州旅客鉄道（JR九州）鹿児島本線の駅である。駅番号はJB07。ホームの一部は筑紫野市に跨っている。

## 歴史
- 1989年（平成元年）3月11日：開業[2]。
- 2000年（平成12年）3月4日：自動改札機を設置し、供用開始[3]。
- 2009年（平成21年）3月1日：ICカードSUGOCAの利用を開始[4]。
- 2022年（令和4年）3月11日：きっぷうりばの営業を終了[5]。
- 2023年（令和5年）3月18日：終日無人化[6]。

## 駅構造
相対式ホーム2面2線を有する地上駅。互いのホームは跨線橋で連絡している。駅舎及び改札口は北側（下り側）のみに設けられている。
無人駅で、自動券売機が設置されている。改札口には簡易SUGOCAリーダーが設置されており、SUGOCAの利用が可能であるが、カード販売は行わずチャージのみ取扱う。

### のりば
| のりば | 路線       | 方向 | 行先             |
| ------ | ---------- | ---- | ---------------- |
| 1      | 鹿児島本線 | 下り | 二日市・鳥栖方面 |
| 2      | 鹿児島本線 | 上り | 博多・小倉方面   |

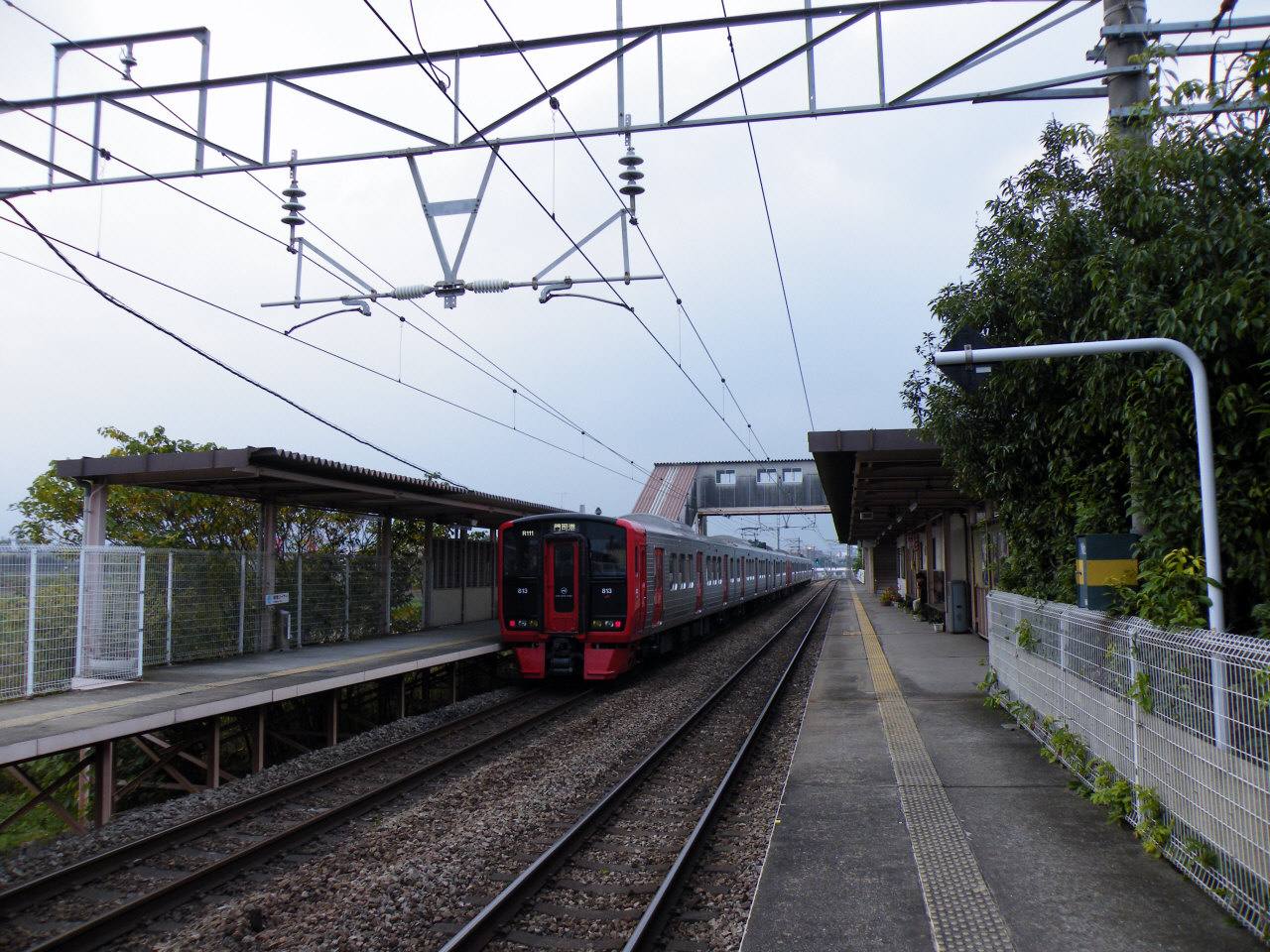
ホーム（2008年11月）
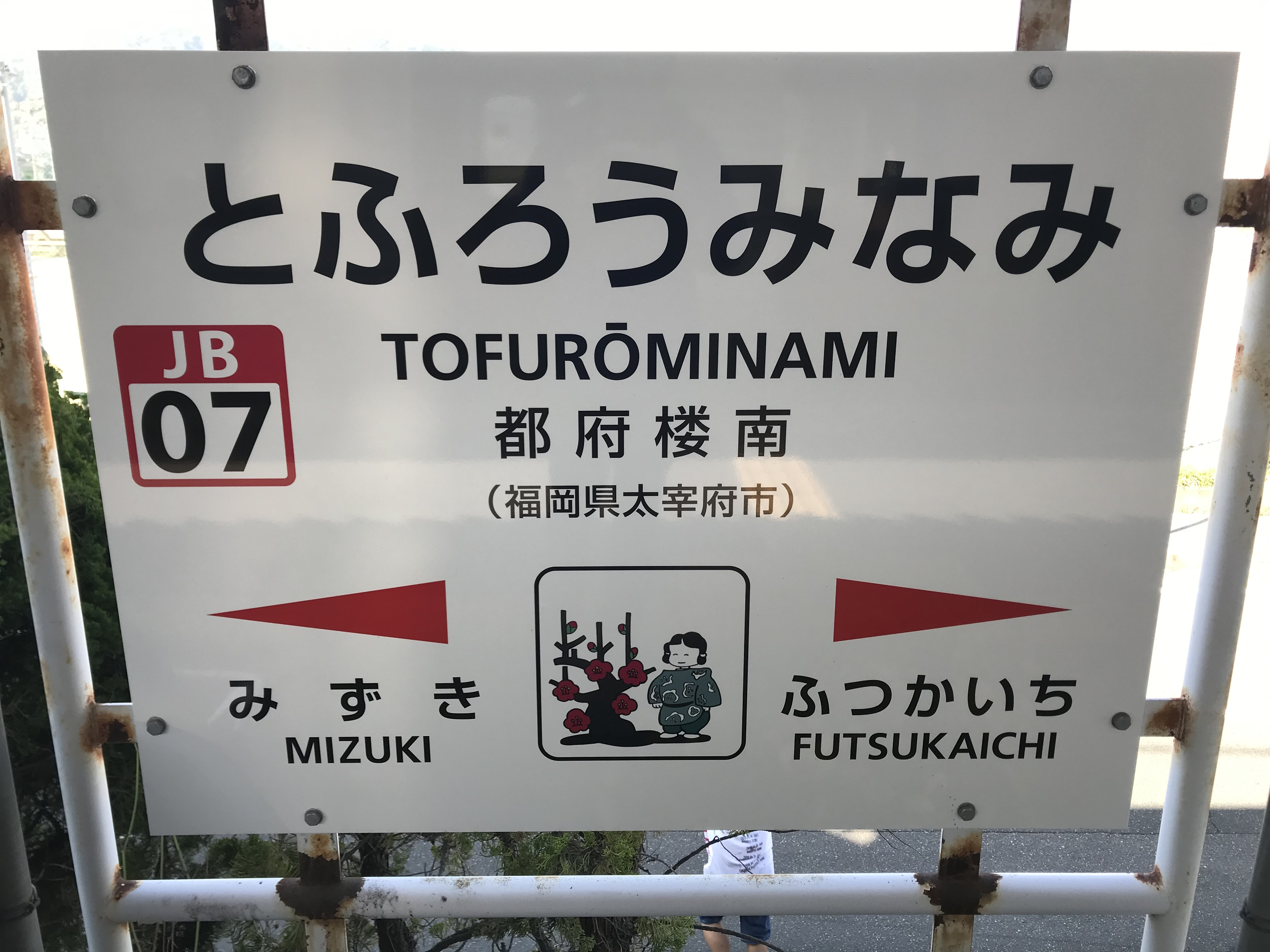
駅名標（イラストは幼少期の菅原道真と太宰府天満宮のウメ）

## 利用状況
2023年度の1日平均乗車人員は1154人である。
近年の1日平均乗降・乗車人員は以下の通り。
| 年度   | 1日平均 乗降人員 | 1日平均 乗車人員 | 出典   |
| ------ | ---------------- | ---------------- | ------ |
| 2011年 | 1,838            | 非 公 表         | [ 8 ]  |
| 2012年 | 1,874            | 非 公 表         | [ 9 ]  |
| 2013年 | 1,966            | 非 公 表         | [ 10 ] |
| 2014年 | 2,012            | 非 公 表         | [ 11 ] |
| 2015年 | 2,177            | 非 公 表         | [ 12 ] |
| 2016年 |                  | 1,143            | [ 13 ] |
| 2017年 |                  | 1,169            | [ 14 ] |
| 2018年 |                  | 1,160            | [ 15 ] |
| 2019年 |                  | 1,168            | [ 16 ] |
| 2020年 |                  | 931              | [ 17 ] |
| 2021年 |                  | 1,035            | [ 18 ] |
| 2022年 |                  | 1,106            | [ 19 ] |
| 2023年 |                  | 1,154            | [ 20 ] |

## 駅周辺
太宰府市の南端部に当たる地域で、北側には住宅地が広がる。駅舎と反対側の南側の土地は特に開発されておらず、使用されていない空き地となっており、出入り口も北側のみとなっている。他の鉄道駅や幹線道路から遠く離れている。地域住民の要望で、太宰府市コミュニティバス「まほろば号」のバス停留所が設置された。政庁跡・太宰府市役所へはバス利用で約15分で行くことが可能だが、本数は極端に少ない。また、タクシーは待機していない。
- まほろば号「JR都府楼南駅」バス停
- 公益社団法人太宰府市シルバー人材センター
- 都府楼団地郵便局
- 明治屋食品
- 西鉄天神大牟田線都府楼前駅、西鉄二日市駅
- グリーンハート筑紫野
- 福岡県立福岡農業高等学校
- 福岡県立武蔵台高等学校

## 隣の駅
九州旅客鉄道（JR九州）
 鹿児島本線
■快速・■区間快速
通過
■普通
水城駅 (JB06) - （太宰府信号場） - 都府楼南駅 (JB07) - 二日市駅 (JB08)